# Alicia Endemann
Alicia Endemann (* 15. Dezember 1988 in Hamburg) ist eine deutsche Schauspielerin, Sängerin und Synchronsprecherin.

## Leben und Karriere
Alicia Endemann ist die Tochter von Gernot Endemann und Jocelyne Boisseau. Sie hat drei Brüder, darunter ihre beiden Halbbrüder den Filmregisseur und Drehbuchautor Till Endemann und den Hörspiel- und Synchronsprecher Jannik Endemann. Schon während ihrer Schulzeit am Alstertal-Gymnasium in Hamburg spielte sie im Schauspielhaus im Rahmen eines jungen Schauspielensembles mit. Nach ihrem Abitur 2008 studierte sie ein Semester „Physics of the Earth“ in Kiel.
Für die Rolle in der Fernsehserie Das Haus Anubis zog sie nach Belgien. Endemann spielte in der Serie, die vom 29. September 2009 bis zum 4. Mai 2012 auf Nickelodeon und auf VIVA ausgestrahlt wurde, eine der Hauptrollen. Sie verkörperte ein junges Mädchen namens Luzy Schoppa. 2012 verkörperte sie im Kinofilm der Serie Das Haus Anubis – Pfad der 7 Sünden ebenfalls die Hauptrolle der Luzy Schoppa. Außerdem synchronisierte sie Computerspiele wie Ceville, Harry Potter und Star Wars. 2010 nahm sie auch an der Aktion Nickelodeon Weltbeschützer teil.
Von Dezember 2010 bis Januar 2011 war sie Coach bei der Sendung Das Haus Anubis rockt NICK Talent.
2012 nahm sie an der Wahl zur Miss Universe teil.
2014 erhielt sie ihren Bachelor in Unternehmensmanagement mit Richtung Marketing, den sie in Belgien absolvierte. Neben ihrem Studium arbeitete sie in Belgien als Schauspielerin.
2015 spielte sie in Frankreich in  dem Kinofilm Ma famille t'adore déjà von Jérôme Commandeur neben Thierry Lhermitte, Sabine Azéma und Marie-Anne Chazel die Rolle der Nounou. Ebenfalls 2015 begann sie ihre Tätigkeit als Mannequin in Paris.

## Filmografie
- 2009: Verso (Synchronrolle – Lou Decker)
- 2009–2012: Das Haus Anubis (Fernsehserie, Deutschland, Schweiz & Österreich)
- 2010: Nickelodeon Weltbeschützer
- 2010–2011: Das Haus Anubis rockt NICK Talent
- 2012: Das Haus Anubis – Pfad der 7 Sünden (Kinofilm, Deutschland, Schweiz & Österreich)
- 2012: Miss Universe 2012 (Germany)
- 2013: Danni Lowinski (Fernsehserie, Belgien)
- 2014: Nieuw Texas (Fernsehserie, Belgien)
- 2014: Familie (Fernsehserie, Belgien)
- 2015: Scènes de ménage (Fernsehserie, Frankreich)
- 2015: Ma famille t’adore déjà (Kinofilm, Frankreich)
- 2015: Nina (Fernsehserie, Frankreich)

## Computerspiele
- 2009: Ceville (Synchronrolle - Lilly)